# Поліморфізм унікальної події
Поліморфізм унікальної події (англ. unique event polymorphism / UEP) — в ДНК- генеалогії означає генетичний маркер, що відповідає одній надзвичайно рідкісній  мутації. Вважають, що всі носії такої мутації успадковують її від одного предка і тому всі випадки виявлення даної мутації по всій земній кулі є наслідком однієї мутаційної події.
Відкриття і широке тестування на нові поліморфізми унікальних подій є ключовим інструментом для детального аналізу батьківського і материнського  родоводу і створення спадкових дерев ДНК  Y-хромосоми і  гаплогруп  мітохондріальної ДНК.
Мутації, які відносять до поліморфізмів унікальних подій, як правило, є  однонуклеотидними поліморфізмами — заміною одного нуклеотиду іншим в послідовності ДНК, тому терміни «поліморфізм унікальної події» і «однонуклеотидний поліморфізм» часто є взаємозамінними. Поліморфізми унікальних подій також можуть бути великомасштабними, наприклад, інсерція  YAP, яка визначає гаплогрупи Y-ДНК  D і  E, або делеції ділянок.

## Порівняння з короткими тандемними повторами (STRs)
Поліморфізми унікальних подій можна протиставити  коротким тандемним повторам (STR) — ще одного різновиду генетичних варіацій, що використовується в ДНК-генеалогії.
На відміну від поліморфізмів унікальних подій, послідовності коротких тандемних повторів (STR) мають високу варіабельність, і тому існує висока ймовірність того, що всього через кілька поколінь один набір таких повторів може бути замінений іншим набором зі збільшеним числом повторів. Це робить окремі гаплотипи коротких тандемних повторів більш специфічними для окремих груп людей. Однак це також означає, принаймні для маркерів коротких тандемних повторів Y-хромосоми, що абсолютно незв'язані родоводи можуть мати подібні комбінації маркерів коротких тандемних повторів в Y-хромосомі незалежним чином.
У ряді рідкісних випадків великих делецій, що викликають раптові великі зміни в числі STR-повторів в Y-хромосомі, маркери Y-STR можуть набути статусу маркерів поліморфізмів унікальних подій. Такі випадки відрізняються від збільшення або зниження кількості повторів в різних родоводів. Наприклад, такі зміни в  DYS 413 відрізняють гаплогрупи J2a1 і J2a в гаплогрупі ДНК Y-хромосоми  J.

## Ресурси Інтернету
- ISOGG Поліморфізми унікальних подій в ДНК Y-хромосоми [Архівовано 23 травня 2018 у Wayback Machine.]